# Districtes de Sèrbia

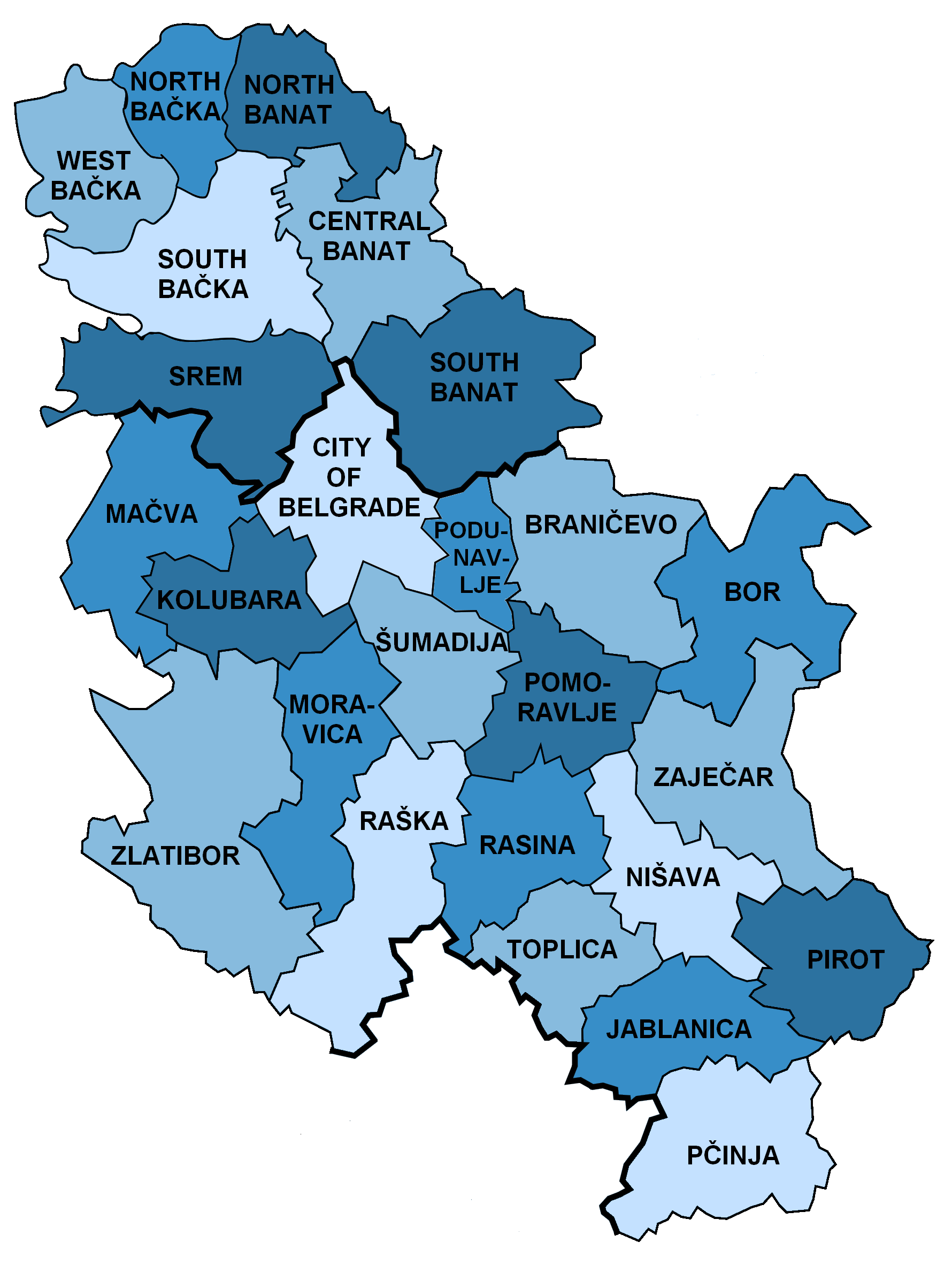
Mapa dels districtes de Sèrbia

Els districtes (en serbi: Окрузи, Okruzi), anomenats oficialment districtes administratius (управни окрузи, upravni okruzi) són les unitats administratives de Sèrbia, cadascun dels quals comprèn diversos municipis i ciutats. Es defineixen pel decret del Govern de Sèrbia del 29 de gener de 1992. Els districtes són centres regionals de l'autoritat estatal i no disposen de cap mena d'autogovern. S'encarreguen dels diferents afers en nom del Govern.
Hi ha 29 districtes a Sèrbia (7 a la Voivodina, 8 a Šumadija i Sèrbia Occidental, 9 a Sèrbia Meridional i Oriental i 5 a Kosovo (vegeu notes)). L'única part de Sèrbia que no forma part de cap districte és el territori pertanyent a la Ciutat de Belgrad, que disposa d'un estatus especial, molt similar al d'un districte. Cada districte té la seu a la ciutat més gran.

## Terme
La paraula eslava okrug (округ) denota subdivisió administrativa en alguns estats. La seva etimologia és similar a la de l'alemany Kreis, cercle (en la seva accepció de divisió administrativa): okrug és literalment quelcom que "encercla".

## Definició
L'organització territorial de Sèrbia està regulada per la "Llei de l'Organització Territorial" adoptada per l'Assemblea Nacional el 29 de desembre de 2007. Segons la llei, l'organització territorial de la república comprèn municipis i ciutats, i províncies autònomes, i s'atorga a la ciutat de Belgrad un estatus especial. Els districtes no es mencionen en aquesta llei però estan definits pel decret del Govern de Sèrbia del 29 de gener de 1992. En aquest decret, són definits com a "centres regionals de l'autoritat de l'estat", encarregant-se d'afers dels diferents ministeris.

### Districtes de Kosovo
Les lleis sèrbies tracten Kosovo com a part integral de Sèrbia (Província Autònoma de Kosovo i Metohija). El decret prèviament esmentat defineix cinc districtes al territori de Kosovo. Des de 1999, però, Kosovo es troba sota l'administració de les Nacions Unides (UNMIK). L'any 2000, l'administració de l'UNMIK va modificar l'organització territorial de Kosovo. Aquesta modificació suposava l'abolició de tots cinc districtes, i la creació de set nous districtes. El Govern de Sèrbia no reconeix aquest canvi, i sols accepta els cinc districtes existents abans del 2000.

## Llista de districtes

### Districtes a Šumadija i Sèrbia Occidental
| Districte                                  | Seu        | Superfície en km² | Població el 2011 | Població per km² | Municipis i ciutats                                                                                                   | Poblacions |
| ------------------------------------------ | ---------- | ----------------- | ---------------- | ---------------- | --- | ---------- |
| Districte de Kolubara (Kolubarski okrug)   | Valjevo    | 2.474             | 174.228          | 70,4             | - Osečina - Ub - Lajkovac - Ciutat de Valjevo - Mionica - Ljig                                                        | 218        |
| Districte de Mačva (Mačvanski okrug)       | Šabac      | 3.268             | 297.778          | 91,1             | - Bogatić - Ciutat de Šabac - Ciutat de Loznica - Vladimirci - Koceljeva - Mali Zvornik - Krupanj - Ljubovija         | 228        |
| Districte de Moravica (Moravički okrug)    | Čačak      | 3.016             | 212.149          | 70,3             | - Gornji Milanovac - Ciutat de Čačak - Lučani - Ivanjica                                                              | 206        |
| Districte de Pomoravlje (Pomoravski okrug) | Jagodina   | 2.614             | 212.839          | 84,8             | - Ciutat de Jagodina - Ćuprija - Paraćin - Svilajnac - Despotovac - Rekovac                                           | 191        |
| Districte de Rasina (Rasinski okrug)       | Kruševac   | 2.667             | 240.463          | 90,2             | - Varvarin - Trstenik - Ćićevac - Ciutat de Kruševac - Aleksandrovac - Brus                                           | 296        |
| Districte de Raška (Raški okrug)           | Kraljevo   | 3.918             | 300.102          | 76,6             | - Ciutat de Kraljevo - Vrnjačka Banja - Raška - Ciutat de Novi Pazar - Tutin                                          | 359        |
| Districte de Šumadija (Šumadijski okrug)   | Kragujevac | 2.387             | 290.900          | 121,8            | - Aranđelovac - Topola - Rača - Batočina - Knić - Lapovo - Ciutat de Kragujevac                                       | 174        |
| Districte de Zlatibor (Zlatiborski okrug)  | Užice      | 6.140             | 284.729          | 46,4             | - Bajina Bašta - Kosjerić - Ciutat de Užice - Požega - Čajetina - Arilje - Nova Varoš - Prijepolje - Sjenica - Priboj | 438        |

### Districtes a Sèrbia Meridional i Oriental
| Districte                                  | Seu       | Superfície en km² | Població el 2011 | Població per km² | Municipis i ciutats                                                                                     | Poblacions |
| ------------------------------------------ | --------- | ----------------- | ---------------- | ---------------- | --- | ---------- |
| Districte de Bor (Borski okrug)            | Bor       | 3.507             | 123.848          | 35,3             | - Bor - Kladovo - Majdanpek - Negotin                                                                   | 90         |
| Districte de Braničevo (Braničevski okrug) | Požarevac | 3.865             | 180.480          | 46,7             | - Veliko Gradište - Ciutat de Požarevac - Golubac - Malo Crniće - Žabari - Petrovac - Kučevo - Žagubica | 189        |
| Districte de Jablanica (Jablanički okrug)  | Leskovac  | 2.769             | 215.463          | 77,8             | - Ciutat de Leskovac - Bojnik - Lebane - Medveđa - Vlasotince - Crna Trava                              | 336        |
| Districte de Nišava (Nišavski okrug)       | Niš       | 2.729             | 373.404          | 136,8            | - Aleksinac - Svrljig - Merošina - Ražanj - Doljevac - Gadžin Han - Ciutat de Niš                       | 285        |
| Districte de Pčinja (Pčinjski okrug)       | Vranje    | 3.520             | 158.717          | 45,1             | - Vladičin Han - Surdulica - Bosilegrad - Trgovište - Ciutat de Vranje - Bujanovac - Preševo            | 363        |
| Districte de Pirot (Pirotski okrug)        | Pirot     | 2.761             | 92.277           | 33,4             | - Bela Palanka - Pirot - Babušnica - Dimitrovgrad                                                       | 214        |
| Districte de Podunavlje (Podunavski okrug) | Smederevo | 1.248             | 198.184          | 158,8            | - Ciutat de Smederevo - Smederevska Palanka - Velika Plana                                              | 58         |
| Districte de Toplica (Toplički okrug)      | Prokuplje | 2.231             | 90.600           | 40,6             | - Prokuplje - Blace - Kuršumlija - Žitorađa                                                             | 267        |
| Districte de Zaječar (Zaječarski okrug)    | Zaječar   | 3.623             | 118.295          | 32,6             | - Boljevac - Knjaževac - Ciutat de Zaječar - Sokobanja                                                  | 173        |

### Districtes de la Voivodina
| Districte                                           | Seu               | Superfície en km² | Població el 2011 | Població per km² | Municipis i ciutats | Poblacions |
| --------------------------------------------------- | ----------------- | ----------------- | ---------------- | ---------------- | --- | ---------- |
| Districte de Banat Central (Srednjebanatski okrug)  | Zrenjanin         | 3.256             | 186.851          | 57,4             | - Novi Bečej - Nova Crnja - Žitište - Sečanj - Ciutat de Zrenjanin                                                                            | 55         |
| Districte de Bačka del Nord (Severnobački okrug)    | Subotica          | 1.784             | 185.552          | 104,0            | - Ciutat de Subotica - Bačka Topola - Mali Iđoš                                                                                               | 45         |
| Districte de Banat del Nord (Severnobanatski okrug) | Kikinda           | 2.329             | 146.690          | 63,0             | - Kanjiža - Senta - Ada - Čoka - Novi Kneževac - Kikinda                                                                                      | 50         |
| Districte de Bačka del Sud (Južnobački okrug)       | Novi Sad          | 4.016             | 607.835          | 151,3            | - Srbobran - Bač - Bečej - Vrbas - Bačka Palanka - Bački Petrovac - Žabalj - Titel - Temerin - Beočin - Sremski Karlovci - Ciutat de Novi Sad | 77         |
| Districte de Banat del Sud (Južnobanatski okrug)    | Pančevo           | 4.245             | 291.327          | 68,6             | - Plandište - Opovo - Kovačica - Alibunar - Vršac - Bela Crkva - Ciutat de Pančevo - Kovin                                                    | 94         |
| Districte de Sírmia (Sremski okrug)                 | Sremska Mitrovica | 3.486             | 311.053          | 89,2             | - Šid - Inđija - Ciutat de Sremska Mitrovica - Irig - Ruma - Stara Pazova - Pećinci                                                           | 109        |
| Districte de Bačka de l'Oest (Zapadnobački okrug)   | Sombor            | 2.420             | 187.581          | 77,5             | - Ciutat de Sombor - Apatin - Odžaci - Kula                                                                                                   | 37         |

### Districtes de Kosovo i Metohija
Cinc dels districtes de Sèrbia es troben al territori de Kosovo, i comprenen 28 municipis i una ciutat. L'any 2000, l'UNMIK va crear 7 districtes nous i 30 municipis. Sèrbia no exerceix sobirania sobre aquest sistema governamental. Atesa l'especial situació de Kosovo i Metohija, aquest territori no va ser inclòs al cens serbi de 2011, de manera que les darreres dades de què es disposa daten de 2002.
| Districte                                                  | Seu                | Població el 2002 | Municipis i ciutats                                                                                                  |
| ---------------------------------------------------------- | ------------------ | ---------------- | --- |
| Districte de Kosovo (Kosovski okrug)                       | Pristina           | 672.292          | - Ciutat de Pristina - Glogovac - Kosovo Polje - Lipljan - Obilić - Podujevo - Uroševac - Štimlje - Kačanik - Štrpce |
| Districte de Kosovo-Pomoravlje (Kosovsko-Pomoravski okrug) | Gnjilane           | 217.726          | - Kosovska Kamenica - Novo Brdo - Gnjilane - Vitina                                                                  |
| Districte de Kosovska Mitrovica (Kosovskomitrovički okrug) | Kosovska Mitrovica | 275.904          | - Kosovska Mitrovica - Leposavić - Srbica - Vučitrn - Zubin Potok - Zvečan                                           |
| Districte de Peć (Pećki okrug)                             | Peć                | 414.187          | - Peć - Istok - Klina - Đakovica - Dečani                                                                            |
| Districte de Prizren (Prizrenski okrug)                    | Prizren            | 376.085          | - Orahovac - Suva Reka - Prizren - Gora                                                                              |